# Stefan I (exark)

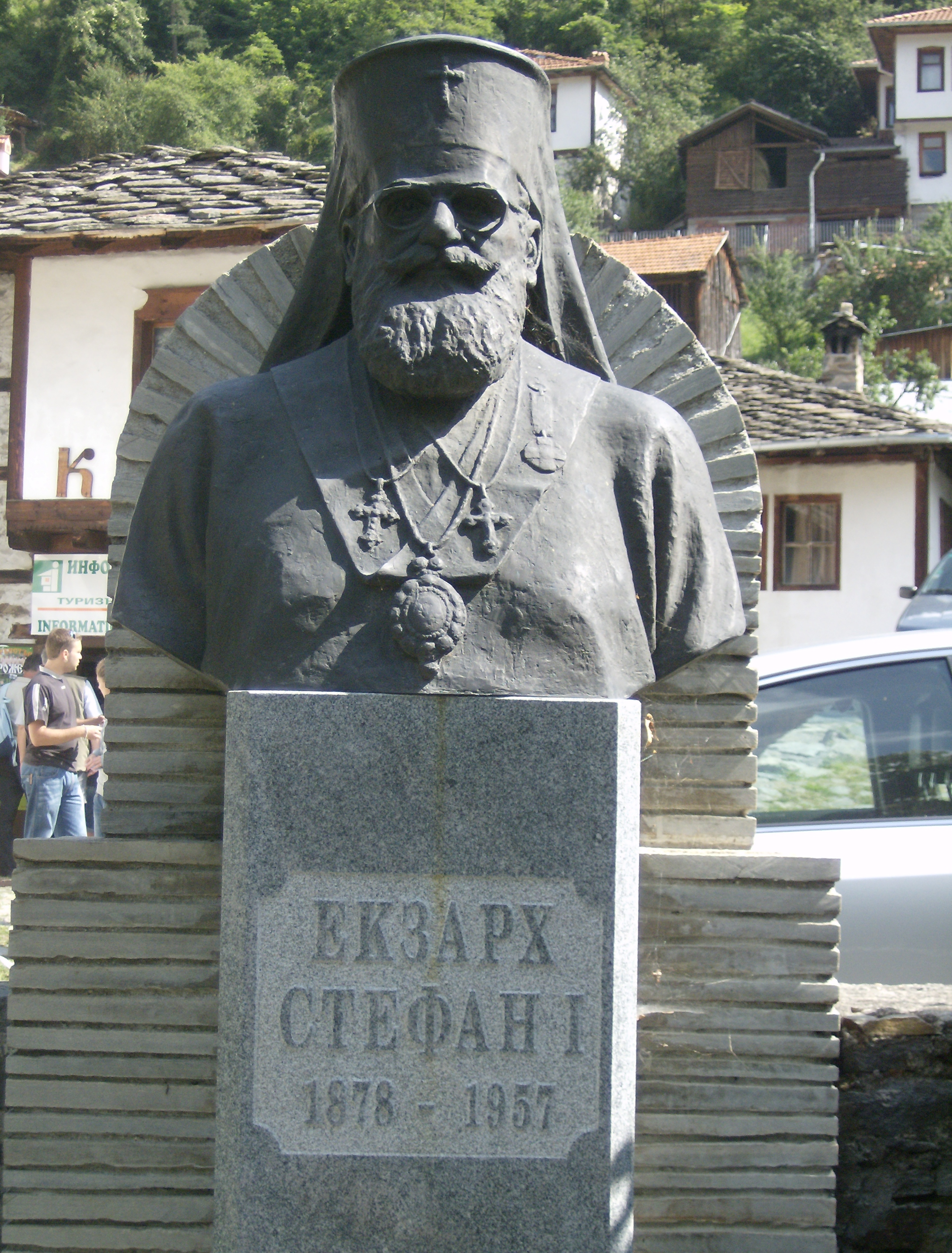
Stefan I

Stefan I (Stojan Georgiev), född 19 september 1878 i Sjiroka Lăka, död 14 maj 1957 i Banja, var en bulgarisk präst, ärkebiskop av Sofia, under åren 1945–48 med titeln exark. Han var en av den orientaliska kyrkans mest nitiska förkämpar för de kristna enhetssträvandena.
Stefan I förvärvade sig i Ryssland hög teologisk bildning. Han tjänstgjorde han som förste sekreterare (protosynkellos) i heliga synoden i Bulgarien och bar titeln arkimandrit innan han 1922 blev metropolit av Sofia. 
Stefan I var personligen närvarande vid det ekumeniska mötet i Stockholm 1925. Han deltog energiskt i de vittomfattande förberedelserna för detta möte. I Stockholm samlades slavernas delegerade omkring Stefan I som sin främste. För åstadkommande av ett inbördes närmande inom den orientaliska kristenheten mellan slaver och greker, som ständigt stått i ett spänt förhållande till varandra, var hans sammanträffande i Stockholm med patriarken Fotios av Alexandria av största betydelse.
Sina humanitära strävanden visade Stefan I även i sin omsorg om de bulgariska flyktingarna från Makedonien, Thrakien och Dobrudzja (enbart i Sofia över 60 000 flyktingar efter första världskriget). Han var ordförande i bulgariska Röda korsets flyktingskommitté och riktade en vädjan för de nödställda till andra länders hjälporganisationer.
Bulgariens ortodoxa kyrka, som 1925 hade omkring 4,17 miljoner medlemmar, genomgick då en omfattande omorganisation. Avsikten var att omvandla en utpräglat hierarkisk kyrka till en folkkyrka i verklig mening, som även gav plats åt lekmännen och ställde sig förstående för kulturella krav och folkuppfostran. Stefan I var själen i detta reformarbete. Han valdes till ledamot i den internationella fortsättningskommitté, vilken framgick som det första synliga resultatet av Stockholmskonferensen.